# 鏡像

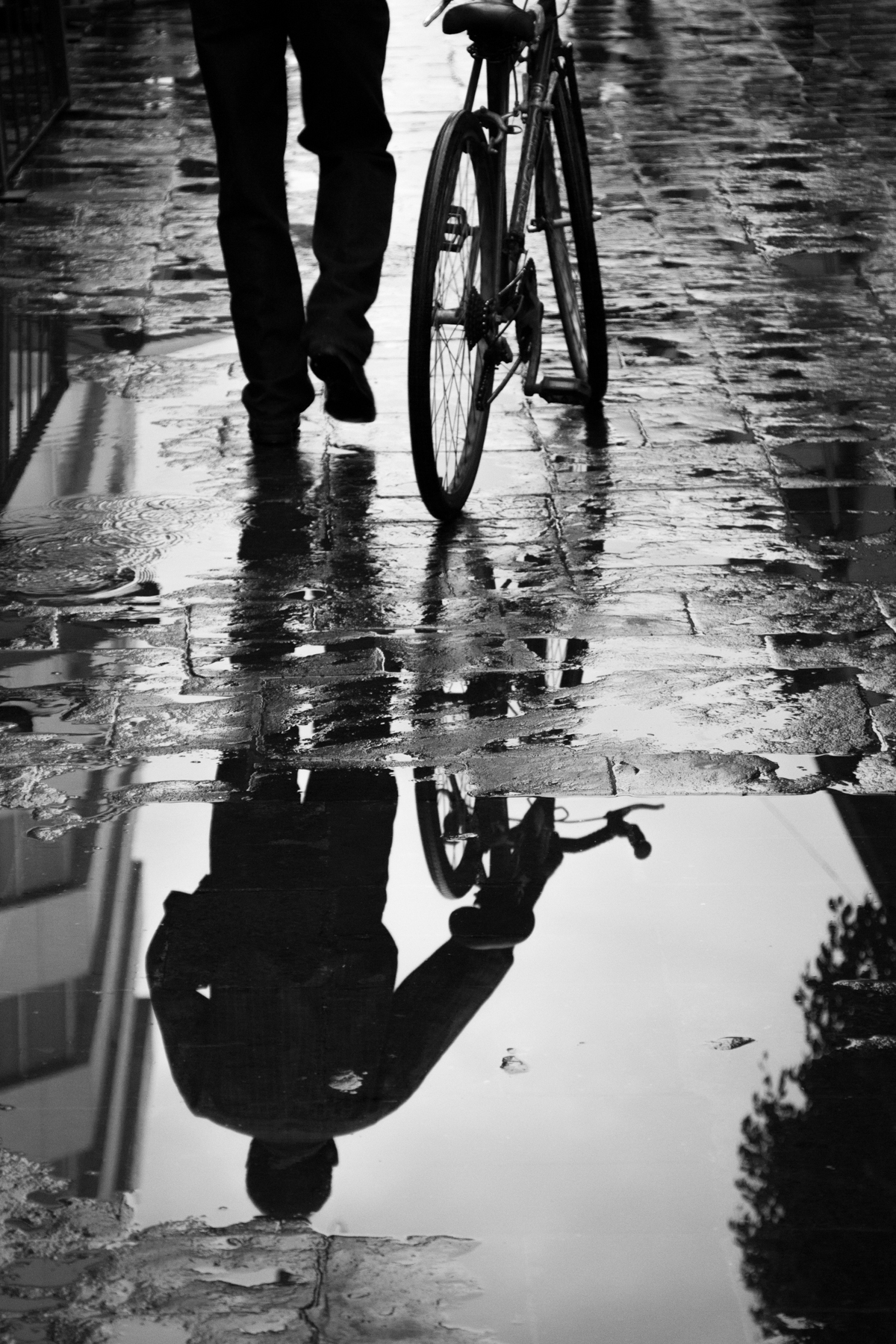

鏡像（きょうぞう）とは一般的な意味では、鏡に映った像のこと。一般的な意味での鏡像は、数学的意味での鏡像と、光の反射の性質によってつながっている。鏡面が完全に平坦ならば鏡像は元の図形と合同になるが、凹面鏡や凸面鏡のように曲面の場合はその限りではない。

## 数学での鏡像
鏡映とも言う。鏡像も鏡映も2つの点や図形の間の関係を指す。また元の点や図形をその関係にある相手に移す操作(鏡映操作)を指す。その関係にある相手の図形のことをも指すが、この意味では鏡像または鏡像体がよく用いられる。
狭義には、n次元ユークリッド空間にひとつのn-1次元空間(超平面)を定めたとき、ある点をこの超平面に対して対称な点に写像する操作を言う。ここで対称な点とは、この超平面に対する垂線上にあり、垂線と超平面との交点からの距離が等しい2点のことを指す。また、この操作で互いに移る2点間の関係、つまり超平面に対して対称な点同士の関係をも鏡像、または鏡映という。この意味での鏡映も鏡像も英語では"reflection"であるが、"mirror image"は鏡像関係にある図形のことを指す。
さらに狭義にはn=3の場合のみを指す。
n次元空間での狭義の鏡像同士は合同ではあるが、特定の対称性を持たない限りはn次元空間内での回転と並進だけでは重ね合わすことができない。しかしn+1次元空間内での回転や並進でならば重ね合わすことができる。これはn=2の場合は容易に確かめられる。4次元空間を移動して人の左右が入れ替わったり、体内の分子が対掌体に変換したり、物質が反物質に変換したりする設定はSF作品でよく見られる。
ある図形の全ての点を鏡映した点の集合が自身と完全に一致するような鏡映面が存在するとき、この図形は鏡映対称である(面対称である)といい、この鏡映面をこの図形の対称面と呼ぶ。鏡映対称な図形の任意の面による鏡像体はもちろん、回転と並進により元の図形に重ね合わせることができる。だが、その鏡像体を回転と並進により元の図形に重ね合わせることはできるが鏡映対称ではない図形が存在する。例えば、2回回映軸を持つが対称面は持たない図形がそうである。
広義には、対称面となるn-1次元超平面はn次元空間を2つに分割する曲面でも良い。このとき鏡映は、2つに分割された片方の空間の点をもう片方に移す1:1写像であればよい。また対称面がr次元空間(r<n-1)であって、そのr次元空間を含む(r+1)次元空間を2つに分割する曲面でありさえすればよい。このとき鏡映は、2つに分割された(r+1)次元空間の片方の中の点をもう片方に移す1:1写像であればよい。対称面が曲面(曲線)である鏡像の例のひとつは、球面や円に関する反転である。また r<n-1 である例は、点対称、軸対称(回転対称)などである。この広義の意味での鏡映や鏡像は、単に対称ともいう。
- 円に関する反転:中心がOで半径がrの円があり、Oを含む直線上に2点P,P'があり、OP*OP'=r2 であるとき、PとP'はこの円に関して対称である、または鏡像であるという。円に関して鏡像である点への写像を、円に関する反転という[1]。同様に球面や超球面に関する対称および反転も定義できる。

## 化学での鏡像
数学での最も狭義の意味と同じである。すなわち平面(2次元空間)に関して対称な図形同士の関係、対称な図形に移す操作、対称な図形そのもの、を言う。ただし普通の分子(またはイオン)では、原子間の単結合の周りの回転は液相や気相では自由に行われており、単結合の回転により変換する分子同士は同じ分子と見なせるので、単結合の回転により鏡像と一致する分子全てもやはり鏡像であると言う。
ある分子の鏡像同士が回転や並進や単結合の回転では重なり合わないとき、この対の鏡像分子を互いにエナンチオマーと呼び、エナンチオマーが存在する分子をキラル分子と呼ぶ。鏡像同士が回転や並進や単結合の回転で重なり合えば、この分子はアキラルである。